# Rui Machida
Rui Machida (町田瑠唯?, Machida Rui; Asahikawa, 8 marzo 1993) è una cestista giapponese.

## Carriera
Con il Giappone ha disputato due edizioni dei Giochi olimpici (Rio de Janeiro 2016, Tokyo 2020), i Campionati mondiali del 2018 e tre edizioni dei Campionati asiatici (2015, 2017, 2019).